# ليني روبرتس
ليني روبرتس (بالإنجليزية: Lenny Roberts)‏ هو عسكري أمريكي، ولد في 18 سبتمبر 1922، وتوفي في 10 فبراير 2008.